# Giuseppe Fava
Giuseppe Enzo Domenico Fava, detto Pippo (Palazzolo Acreide, 15 settembre 1925 – Catania, 5 gennaio 1984), è stato uno scrittore, giornalista, drammaturgo, saggista e sceneggiatore italiano, ucciso da Cosa nostra.
Fu un personaggio carismatico, apprezzato dai propri collaboratori per la professionalità e il modo di vivere semplice. È stato direttore responsabile del Giornale del Sud e fondatore de I Siciliani, secondo giornale antimafia in Sicilia. Il film Palermo or Wolfsburg, di cui ha curato la sceneggiatura, ha vinto l'Orso d'oro al Festival di Berlino nel 1980. È stato ucciso nel gennaio 1984 e per quel delitto sono stati condannati alcuni membri del clan mafioso dei Santapaola. È stato il secondo intellettuale a essere ucciso da cosa nostra dopo Peppino Impastato. Era il padre del giornalista e politico Claudio Fava e di Elena Fava, presidente della Fondazione Giuseppe Fava.

## Biografia
(Giuseppe Fava, La Violenza)

### Gli esordi all'Espresso sera

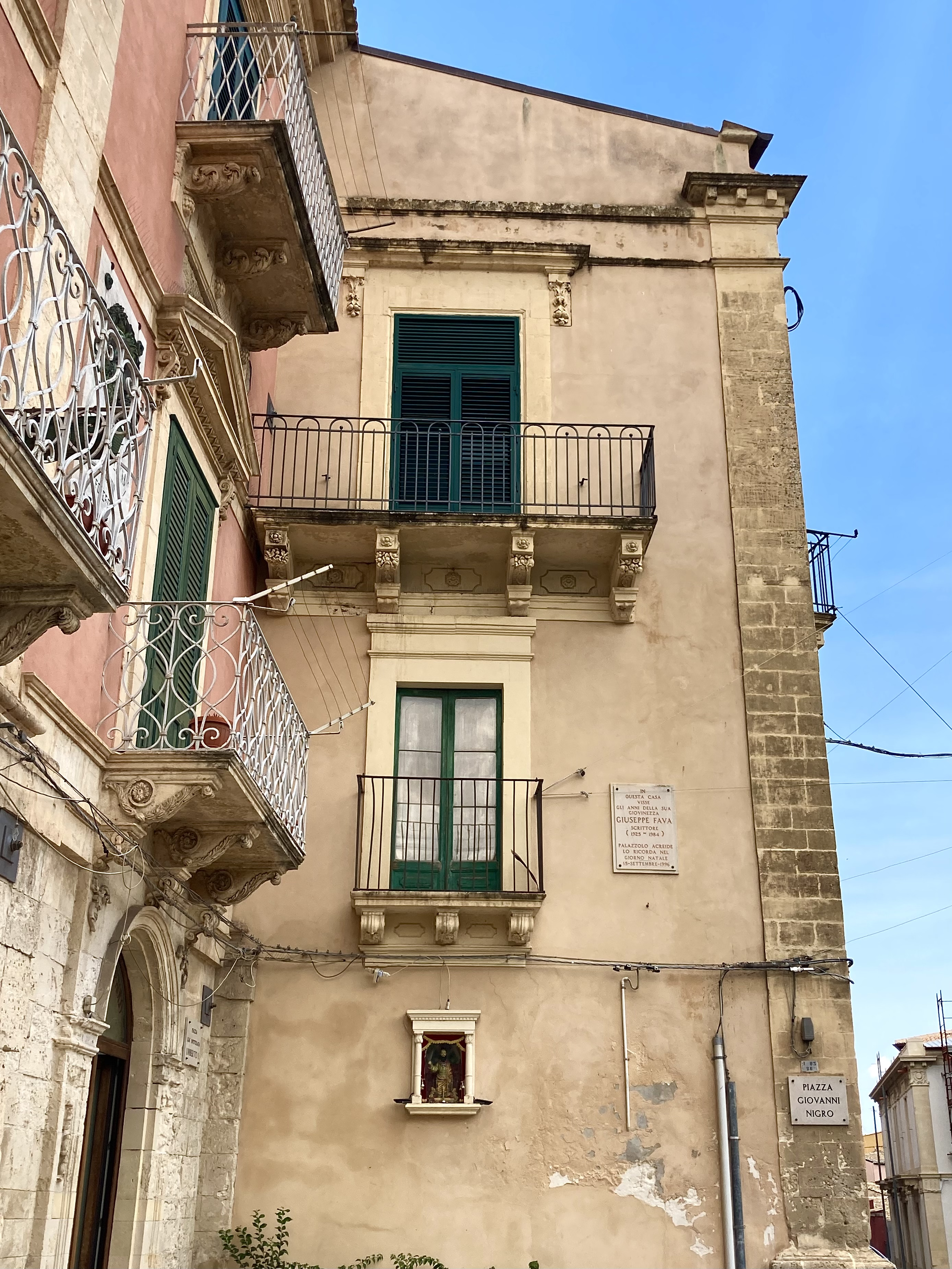
La casa dove crebbe Pippo Fava a Palazzolo Acreide

Nacque a Palazzolo Acreide, in provincia di Siracusa, il 15 settembre 1925. I suoi genitori Giuseppe ed Elena Fazzino erano maestri di scuola elementare, i suoi nonni contadini. Nel 1943 si trasferì a Catania e si laureò in giurisprudenza all'Università. Si sposò, nel 1948, con la compaesana Angela Corridore.  Nel 1952 diventò giornalista professionista. Iniziò così a collaborare a varie testate regionali e nazionali, tra cui Sport Sud, La Domenica del Corriere, Tuttosport e Tempo illustrato di Milano.
Nel 1956 venne assunto dall'Espresso sera, di cui fu caporedattore fino al 1980. Scriveva di vari argomenti, dal cinema al calcio, ma i suoi lavori migliori furono una serie di interviste ad alcuni boss di Cosa nostra, tra cui Calogero Vizzini e Giuseppe Genco Russo. Molti lo avrebbero visto alla direzione del secondo quotidiano catanese, ma l'editore Mario Ciancio Sanfilippo gli preferì un altro giornalista, si disse perché non facilmente controllabile da chi comandava.

### Teatro, cinema e radio
Nel periodo in cui lavorò all'Espresso sera, Pippo Fava iniziò a scrivere per il teatro. La sua prima opera, Cronaca di un uomo, datata 1966, vinse il Premio Vallecorsi. Nel 1970, La violenza conquistò il Premio IDI e, dopo la prima al Teatro Stabile di Catania, fu portata in tournée per tutta Italia. Nel 1972, avviò una collaborazione con il grande schermo, con la trasposizione cinematografica del suo primo dramma: La violenza: Quinto potere, diretto da Florestano Vancini. Nel 1975, dal suo primo romanzo, Gente di rispetto, venne tratto il film omonimo, diretto da Luigi Zampa ed interpretato da Franco Nero, Jennifer O'Neill e James Mason.
Dopo aver lasciato l'Espresso sera, Fava si trasferì a Roma, dove condusse Voi e io, una trasmissione radiofonica su Radiorai. Continuò a scrivere collaborando con Il Tempo e il Corriere della Sera e, soprattutto, scrivendo la sceneggiatura di Palermo or Wolfsburg, film di Werner Schroeter tratto dal suo romanzo Passione di Michele. Nel 1980 il film vinse l'Orso d'Oro. Continuava anche l'attività teatrale, iniziata anni prima e culminata con alcune rappresentazioni delle sue opere.

### Direttore del Giornale del Sud
Nella primavera del 1980 gli venne affidata la direzione del Giornale del Sud. Inizialmente accolto con scetticismo, Fava creò un gruppo redazionale ex novo, affidandosi a giovani ed inesperti cronisti improvvisati. Tra di essi figuravano il figlio Claudio, Elena Brancati, Rosario Lanza, Riccardo Orioles, Michele Gambino, Antonio Roccuzzo, Fabio Tracuzzi che l'avrebbero seguito nella successiva esperienza lavorativa. A Franco La Magna venne affidato l'incarico di curare le pagine culturali, il c.d. "Paginone".
Pippo Fava fece del Giornale del Sud un quotidiano coraggioso. L'11 ottobre 1981 pubblicò Lo spirito di un giornale, un articolo in cui chiariva le linee guida che faceva seguire alla sua redazione: basarsi sulla verità per «realizzare giustizia e difendere la libertà». Fu in quel periodo che si riuscì a denunciare le attività di Cosa nostra, attiva nel capoluogo etneo soprattutto nel traffico della droga.
Per un anno il Giornale del Sud continuò senza soste il suo lavoro. Il tramonto della gestione Fava fu segnato da tre avvenimenti: la sua avversione all'installazione di una base missilistica a Comiso (poi effettivamente realizzata), la sua presa di posizione a favore dell'arresto del boss Alfio Ferlito e l'arrivo di una nuova cordata di imprenditori al giornale. I nomi dei nuovi editori dicevano poco: Salvatore Lo Turco, Gaetano Graci, Giuseppe Aleppo, Salvatore Costa. Si trattava di «tipi ambiziosi, astuti, pragmatici», come il figlio Claudio spiegava ne La mafia comanda a Catania. Poi si scoprì che Lo Turco frequentava il boss Nitto Santapaola, e che Graci andava a caccia con il boss.
Inoltre erano iniziati gli atti di forza contro la rivista. Venne organizzato un attentato, a cui scampò, con una bomba contenente un chilo di tritolo. In seguito, la prima pagina del Giornale del Sud che denunciava alcune attività di Ferlito fu sequestrata prima della stampa e censurata, mentre il direttore era fuori.
Di lì a poco Fava venne licenziato. I giovani giornalisti occuparono la redazione, ma a nulla valsero le loro proteste. Per una settimana rimasero chiusi nella sede, ricevendo pochi attestati di solidarietà. Dopo un intervento del sindacato, l'occupazione cessò. Poco tempo dopo, il Giornale del Sud avrebbe chiuso i battenti per volontà degli stessi editori.

### Direttore deI Siciliani
(Pippo Fava)

Giuseppe Fava.

Rimasto senza lavoro, Fava si rimbocca le maniche e con i suoi collaboratori fonda una cooperativa, Radar, per poter finanziare un nuovo progetto editoriale. Praticamente senza mezzi operativi (solo due rotative Roland di seconda mano acquistate grazie alle cambiali) ma con molte idee, il gruppo riesce a pubblicare il primo numero della rivista nel novembre 1982. La nuova rivista, con cadenza mensile, si chiama I Siciliani.
Diventò subito una delle esperienze decisive per il movimento antimafia. Le inchieste della rivista diventarono un caso politico e giornalistico: gli attacchi alla presenza delle basi missilistiche in Sicilia, la denuncia continua della presenza della mafia, le piccole storie di ordinaria delinquenza. Probabilmente l'articolo più importante è il primo firmato Pippo Fava, intitolato I quattro cavalieri dell'apocalisse mafiosa. Si tratta di un'inchiesta-denuncia sulle attività illecite di quattro imprenditori catanesi, Carmelo Costanzo, Gaetano Graci (agrigentino di nascita), Mario Rendo e Francesco Finocchiaro, e di altri personaggi come Michele Sindona. Senza giri di parole, Fava collega i cavalieri del lavoro con il clan del boss Nitto Santapaola.
Nell'anno successivo, Rendo, Salvo Andò e Graci cercarono di comprare il giornale per poterlo controllare, ottenendo solo rifiuti. I Siciliani continuò ad essere una testata indipendente. Continuò a mostrare le foto di Santapaola con politici, imprenditori e questori. Immagini conosciute dalle forze di polizia ma non usate contro i collusi.

Il 28 dicembre 1983 rilascia la sua ultima intervista a Enzo Biagi nella trasmissione Film Story in onda sulla Televisione della Svizzera Italiana, sette giorni prima del suo assassinio. Raccontava Fava: 
("I mafiosi stanno in Parlamento")

### L'omicidio e i funerali

Giuseppe Fava.

Alle ore 21:30 del 5 gennaio 1984 Giuseppe Fava si trovava in via dello Stadio e stava andando a prendere la nipote che recitava in Pensaci, Giacomino! al teatro Verga. Aveva appena lasciato la redazione del suo giornale. Non ebbe il tempo di scendere dalla sua Renault 5 che fu ucciso da cinque proiettili calibro 7,65 alla nuca. Inizialmente, l'omicidio fu etichettato come delitto passionale, sia dalla stampa sia dalla polizia. Si disse che la pistola utilizzata non fosse tra quelle solitamente impiegate in delitti a stampo mafioso. Si iniziò anche a cercare tra le carte de I Siciliani, in cerca di prove: un'altra ipotesi era il movente economico, per le difficoltà in cui versava la rivista.
Anche le istituzioni, in primis il sindaco Angelo Munzone, diedero peso a questa tesi, tanto da evitare di organizzare una cerimonia pubblica con la presenza delle cariche cittadine. L'onorevole Nino Drago chiese una chiusura rapida delle indagini perché «altrimenti i cavalieri potrebbero decidere di trasferire le loro fabbriche al nord». Il sindaco ribadì che la mafia a Catania non esisteva. A ciò ribatté l'alto commissario Emanuele De Francesco, che confermò che «la mafia è arrivata a Catania» con certezza, e il questore Agostino Conigliaro, sostenitore della pista del delitto di mafia.
Il funerale si tenne nella piccola chiesa di Santa Maria della Guardia e poche persone diedero l'ultimo saluto al giornalista: furono soprattutto giovani e operai ad accompagnare la bara. Inoltre, ci fu chi fece notare che spesso Fava scriveva dei funerali di stato organizzati per altre vittime della mafia, a cui erano presenti ministri e alte cariche pubbliche: il suo, invece, fu disertato da molti, gli unici presenti erano il questore, alcuni membri del PCI e il presidente della regione Santi Nicita.

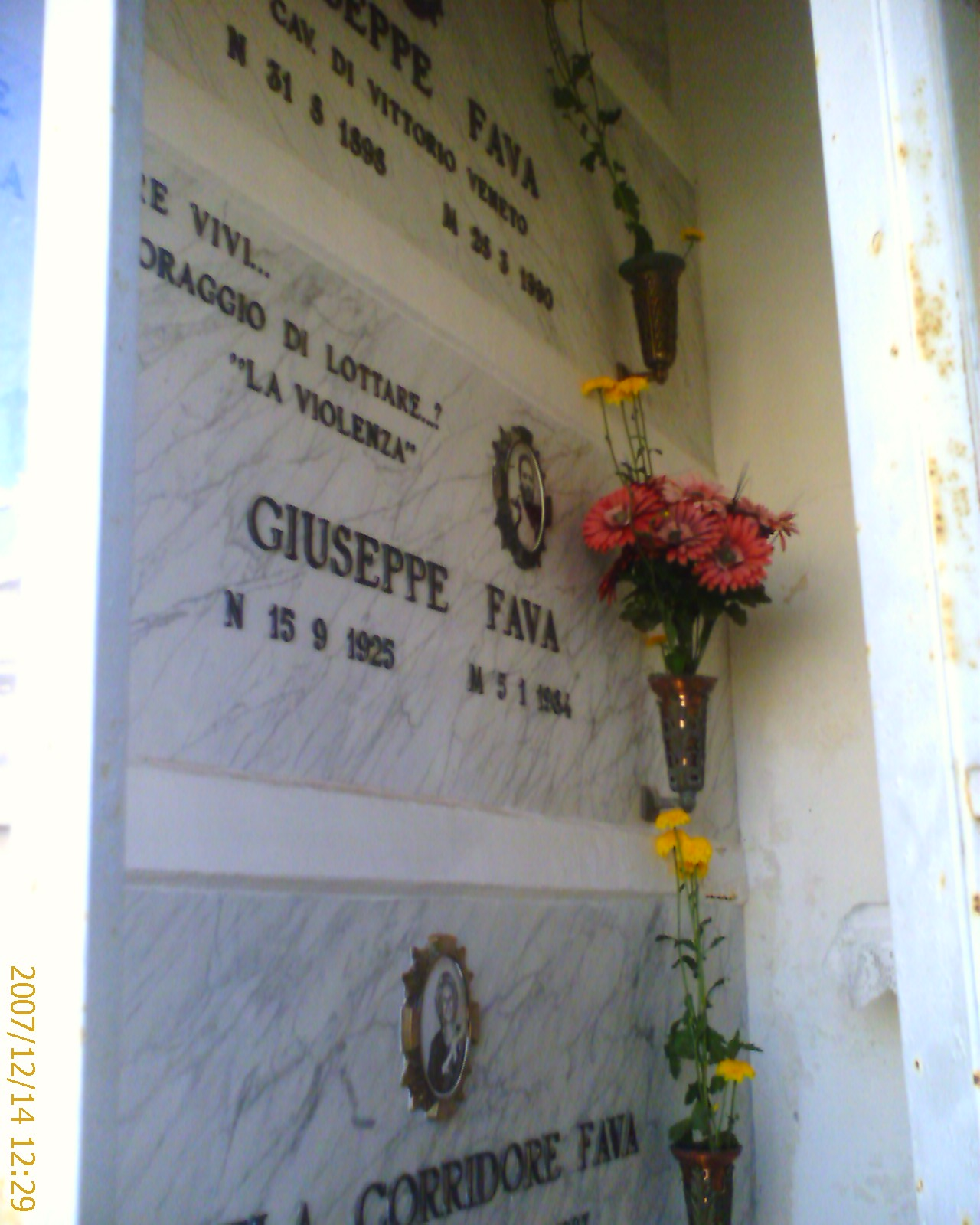
La tomba di Giuseppe Fava a Palazzolo Acreide

Una seconda cerimonia funebre con il feretro e grande partecipazione popolare e delle locali autorità venne celebrata presso la Basilica di San Paolo nel paese natale, ove venne infine seppellito nella cappella di famiglia nel locale cimitero monumentale.

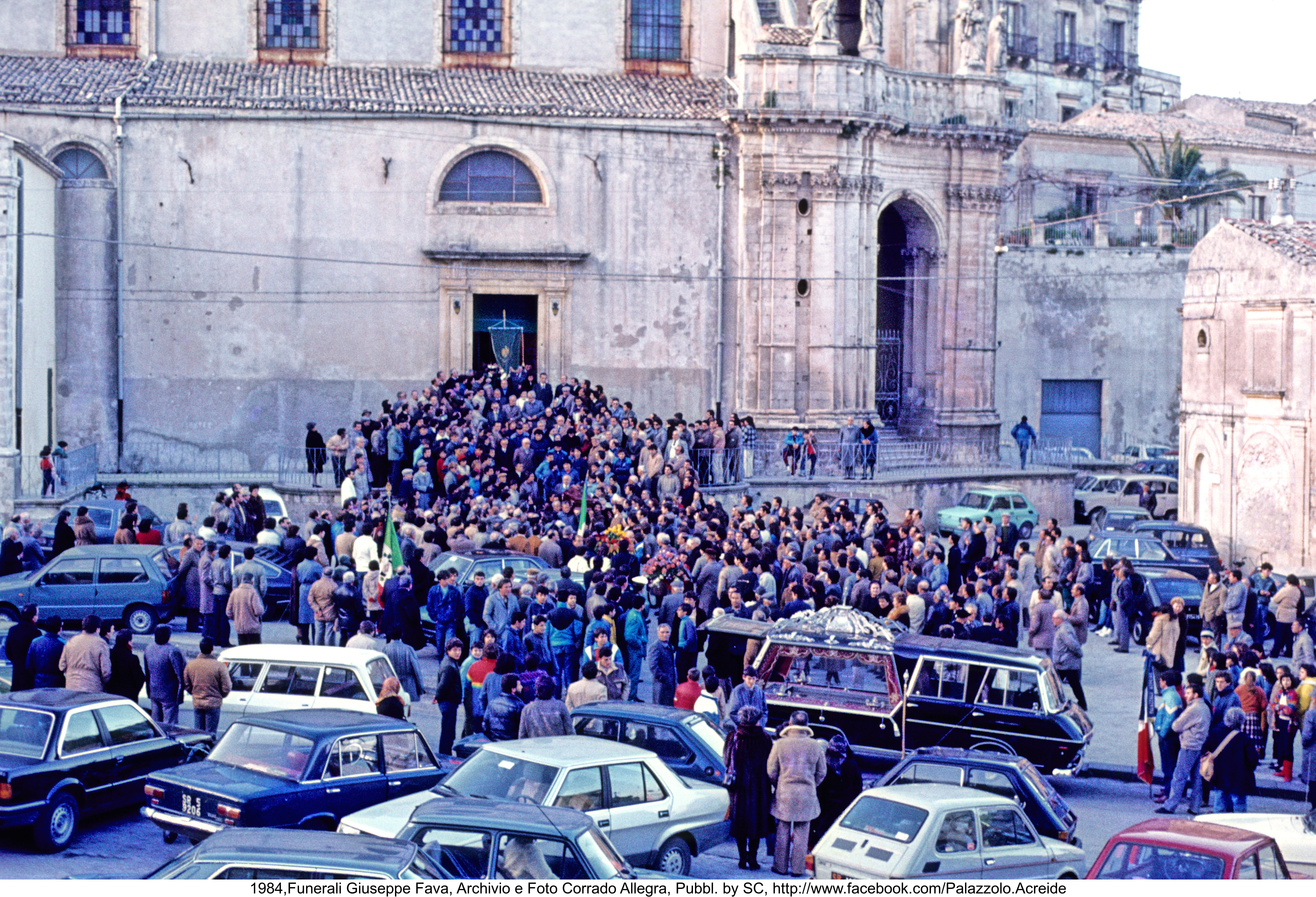
1984, Funerali di Giuseppe Fava a Palazzolo Acriede

### Le indagini e i processi

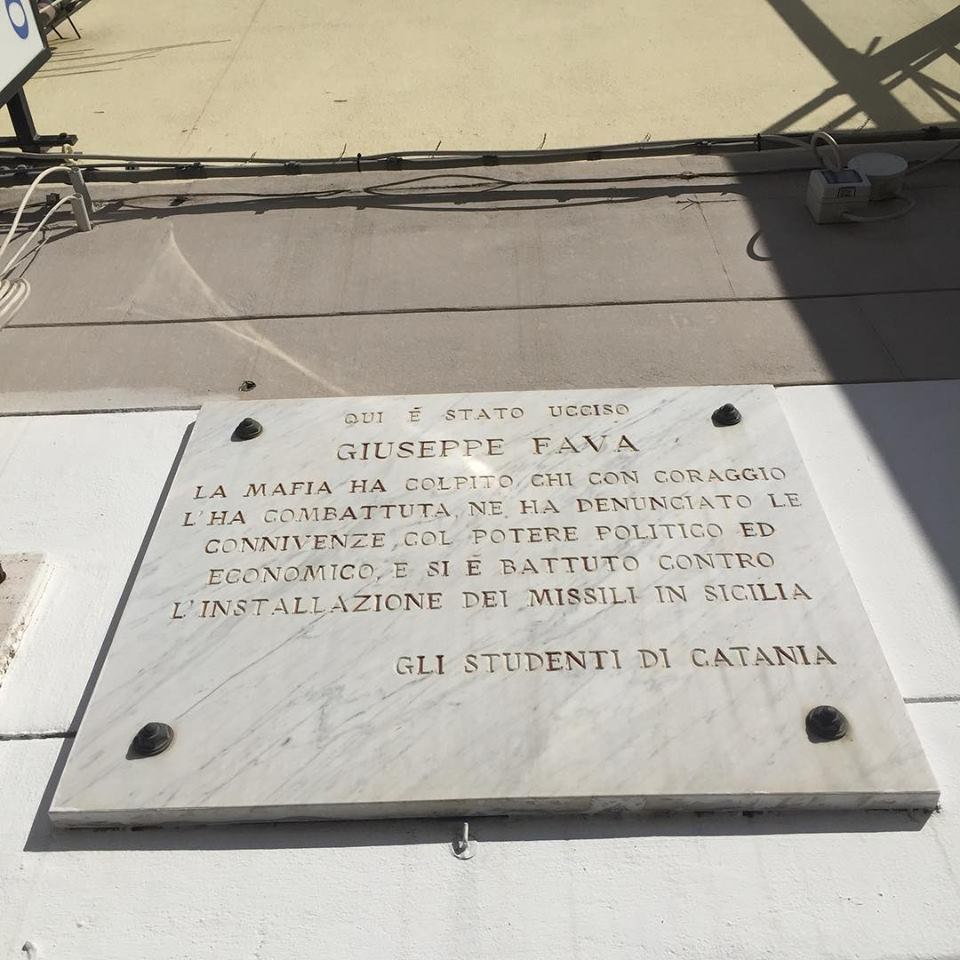
Targa commemorativa sul luogo dove venne ucciso Fava.

Successivamente, l'evidenza delle accuse lanciate da Fava sulle collusioni tra la mafia e i cavalieri del lavoro catanesi viene rivalutata dalla magistratura, che avvia vari procedimenti giudiziari. L'attacco frontale che la mafia aveva messo in atto nei confronti delle istituzioni non poté passare inosservato. Un anno dopo il delitto, il giudice istruttore Sebastiano Cacciatore firmò un mandato di cattura nei confronti di un ragazzo detenuto nel carcere di Piazza Lanza, Domenico Lo Faro, che confessò l'omicidio in una lettera alla fidanzata e ad un sacerdote ma non venne creduto e l'indagine archiviata. Qualche mese dopo, nel luglio 1984  un detenuto catanese nel carcere di Belluno, Luciano Grasso, confessò il delitto ma risultò pure lui un mitomane. L'anno successivo, un rapinatore catanese di mezza tacca detenuto nel carcere di Torino, Francesco Vanaria, rese ai magistrati dichiarazioni sul caso Fava, accusando il boss Marcello D'Agata (uno dei fedelissimi di Santapaola) di essere l'assassino ma nemmeno lui venne considerato attendibile. Dopo un primo stop nel 1985, per la sostituzione del sostituto procuratore aggiunto per "incompatibilità ambientale", nel 1989 arrivarono le dichiarazioni del collaboratore di giustizia Giuseppe Pellegriti, ex mafioso di Adrano, il quale affermava di aver incaricato un suo uomo di assassinare Fava per fare un favore a Santapaola; tuttavia Pellegriti venne denunciato per calunnia dal giudice Giovanni Falcone poiché le sue dichiarazioni si rivelarono inventate.
Le indagini ripresero a pieno ritmo solo nel 1993, a seguito delle accuse del collaboratore di giustizia Claudio Severino Samperi, che condussero al maxi-blitz con 156 arresti contro il clan Santapaola denominato "Orsa Maggiore" e consentirono di incriminare Nitto Santapaola e il nipote Aldo Ercolano  rispettivamente come mandante ed esecutore materiale dell'omicidio Fava. L'anno successivo si aggiunsero anche le dichiarazioni di Maurizio Avola, il quale si autoaccusò di aver avuto un ruolo operativo nel delitto e indicò i nomi degli altri assassini. Nel 1998 si è concluso a Catania il processo denominato "Orsa Maggiore 3" dove per l'omicidio di Giuseppe Fava sono stati condannati all'ergastolo il boss mafioso Nitto Santapaola, ritenuto il mandante, Marcello D'Agata e Francesco Giammuso come organizzatori, e Aldo Ercolano come esecutore assieme al reo confesso Maurizio Avola. Nel 2001 le condanne all'ergastolo sono state confermate dalla Corte d'appello di Catania per Nitto Santapaola e Aldo Ercolano, accusati di essere stati i mandanti dell'omicidio, mentre sono stati assolti Marcello D'Agata e Franco Giammuso che in primo grado erano stati condannati all'ergastolo come esecutori dell'omicidio. L'ultimo processo si è concluso nel 2003 con la sentenza della Corte di cassazione che ha condannato Santapaola ed Ercolano all'ergastolo e Avola a sette anni patteggiati.
Sono stati due i pentiti protagonisti del processo: Luciano Grasso e Maurizio Avola. Entrambi sono stati presi di mira da La Sicilia, che ha annunciato il pentimento di Grasso prima ancora che avesse potuto testimoniare contro gli assassini di Fava (poi effettivamente l'avrebbe fatto, ma ad un altro inquirente) e che ha cercato più volte di screditare Avola tramite Tony Zermo. Avola, in particolare, spiegò che Santapaola organizzò l'omicidio per conto di alcuni «imprenditori catanesi» e di Luciano Liggio: nessuno di questi però è stato condannato come mandante.

## Stile

### Fava giornalista
(Pippo Fava. Lo spirito di un giornale. 11 ottobre 1981)
(Riccardo Orioles, 7 gennaio 2011)
Giuseppe Fava era uno strenuo sostenitore della verità. L'articolo Lo spirito di un giornale fu il suo manifesto programmatico, in cui sottolineò l'importanza di denunciare attraverso la stampa per sminuire il potere della criminalità e per «realizzare giustizia e difendere la libertà». Il giornalista si dedicò soprattutto alla denuncia della mafia, il male che attanagliava la sua terra, e delle sue collusioni con la politica. Fu anche accostato a Pier Paolo Pasolini per le sue critiche alla classe dirigente. D'altro canto, l'intellettuale palazzolese fu anche apprezzato per i suoi lavori riguardanti lo sport e la cultura, a cui si dedicò per tutto l'arco della sua carriera.

### Fava scrittore
Riccardo Orioles, uno dei suoi più stretti collaboratori, lo pone tra le massime espressioni della letteratura italiana in Sicilia. Lo definisce uno scrittore minore e dimenticato, ma anche uno che, a differenza dei grandi come Luigi Pirandello o Giovanni Verga, non ha abbandonato i suoi ideali giovanili per diventare un reazionario.
Orioles definisce il suo stile popolare, il suo linguaggio denso e forte, il suo stile semplice. I suoi personaggi erano tutti ben connotati psicologicamente, ma solitamente erano ben schierati tra potenti ed oppressi. Il suo capolavoro è stato Passione di Michele, pubblicato nel 1980.

## L'eredità
(Trasmissione Blitz di Gianni Minà (1983).)

### I Siciliani
L'omicidio di Giuseppe Fava non impedì alla sua rivista, I Siciliani, di continuare ad uscire. Il giorno dopo la sua morte la redazione riaprì come se nulla fosse successo. Anzi, la sua morte servì a trovare nuova gente che collaborasse. Orioles raccontò che quel giorno si presentò un gruppo di giovani di Sant'Agata li Battiati iscritti alla FGCI pronti a distribuire il giornale. Per tre anni la rivista portò avanti la sua campagna antimafia, malgrado le crescenti difficoltà, e contribuì ad animare varie manifestazioni a cui partecipavano persone di qualsiasi schieramento politico.

### Fondazione Fava
L'attività antimafia di Pippo Fava e de I Siciliani è stata portata avanti anche dalla fondazione Fava. Scopo principale della Fondazione, che non riceve finanziamenti dallo Stato, è quello di stimolare varie attività contro la delinquenza, tra cui la creazione di centri di aggregazione, l'organizzazione di convegni ed eventi culturali rivolti soprattutto alla scuola, la pubblicazione di libri e la messa in scena di opere teatrali.
Dal gennaio 2007 è stato istituito un Premio Nazionale "nient'altro che la verità: scritture e immagini contro le mafie" riservato a chi già è affermato nel campo giornalistico, che si svolge ogni 5 gennaio a Catania, e un Premio Giovani riservato a coloro i quali si muovono nei circuiti meno noti e alternativi dell'informazione, che si svolge ogni 4 gennaio a Palazzolo Acreide, organizzato dal Coordinamento Giuseppe Fava. È possibile sottoporre le proprie opere all'attenzione del coordinamento o della fondazione inviando il materiale entro il 30 novembre di ogni anno.
Dal gennaio 2010 è stato istituito su iniziativa del Coordinamento Giuseppe Fava di Palazzolo Acreide, in collaborazione con Fondazione Fava, Libera (Siracusa) - Associazioni, Nomi e Numeri contro le Mafie e Associazione Palazzolese Antiracket, un premio riservato alle scuole primarie e secondarie di primo e secondo grado, che vede impegnati gli studenti con diverse tipologie di lavori contro le mafie.

#### Premiati
- 2007: Fabrizio Gatti (entrambi i premi)[32].
- 2008: Roberto Morrione (sezione Nazionale) e Addiopizzo (sezione Giovani)[33].
- 2009: Carlo Lucarelli (sezione Nazionale) e Andrea D'Ambrosio, Esmeralda Calabria, Peppe Ruggiero (sezione Giovani, registi del film documentario Biùtiful cauntri)[34].
- 2010: Sigfrido Ranucci (sezione Nazionale) e Giulio Cavalli (sezione Giovani)[35].
- 2011: giornalisti minacciati dalla 'ndrangheta [36] (sezione Nazionale) e In memoria di Pippo Fava[37] (sezione Nazionale) e Gaetano Alessi[38] (sezione Giovani).

## Opere

### Teatro
- Vortice, inedito, 1947.
- La qualcosa, con Pippo Baudo, 1959.
- Cronaca di un uomo, 1966.
- La violenza, Palermo, Flaccovio, 1969.
- Il proboviro. Opera buffa sugli italiani, Catania, Editrice Sud, 1972.
- Bello, bellissimo, 1974.
- Delirio, 1979.
- Opera buffa, 1979.
- Sinfonia d'amore, 1980.
- Foemina ridens, 1980.
- Ultima violenza. Dramma in due atti, Catania, Centro Editoriale Radar, 1982.

Giuseppe Fava ha scritto anche alcune opere mai andate in scena:
- La rivoluzione.
- America America.
- Dialoghi futuri imminenti.
- Il vangelo secondo Giuda.[39]
- Paradigma.
- L'uomo del nord.
- Teatro, 4 volumi, Catania, Tringale, 1988.

I, Ultima violenza, Sinfonia d'amore, La rivoluzione.
II, America America, Bello bellissimo, Foemina ridens, Dialoghi futuri imminenti
III, Il Vangelo secondo Giuda, Delirio, Il proboviro
IV, Cronaca di un uomo, La violenza, Paradigma, L'uomo del Nord

### Saggistica
- Processo alla Sicilia, Catania, ITES, 1967; Catania, Fondazione Giuseppe Fava, 2008.
- I Siciliani, Bologna, Cappelli, 1980.
- Mafia. Da Giuliano a Dalla Chiesa, Catania, Centro Editoriale Radar, 1982; Roma, Editori Riuniti, 1984.
- Un anno, Catania, Fondazione Giuseppe Fava, 2003; Messina, Mesogea, 2010. ISBN 978-88-469-2086-7.

### Narrativa
- Pagine, Catania, ITES, 1969; Messina, Mesogea, 2011. ISBN 978-88-469-2089-8.
- Gente di rispetto, Milano, Bompiani, 1975.
- Prima che vi uccidano, Milano, Bompiani, 1976; 2009. ISBN 978-88-452-6307-1.
- Passione di Michele, Bologna, Cappelli, 1980; Messina, Mesogea, 2009. ISBN 88-469-2080-5.
- La ragazza di luglio, Valverde, Il girasole, 1993.

### Opere su Fava
Nel 1984 il regista Vittorio Sindoni ha realizzato il film-documentario Giuseppe Fava: Siciliano come me. Tra gli attori, figuravano Leo Gullotta e Ignazio Buttitta. Nel 2005 è stata messa in scena al Centro Zō di Catania L'istruttoria - atti del processo in morte di Pippo Fava, di Claudio Fava e Ninni Bruschetta, sui processi seguiti all'omicidio. L'opera mette in scena le dichiarazioni (a volte ridicole) rilasciate da Mario Ciancio, Tony Zermo, Salvatore Lo Turco e altri testimoni, tutti personaggi che hanno avversato in qualche modo l'operato del giornalista palazzolese contro la mafia.
Nel 2011 Antonio Roccuzzo scrive Mentre l'orchestrina suonava Gelosia... Crescere e ribellarsi in una tranquilla città di mafia, un racconto autobiografico, in cui l'autore descrive e racconta la sua vita personale e quella lavorativa: l'inizio e l'excursus della sua carriera, l'incontro con Pippo Fava e l'esperienza giornalistica e umana vissuta con questo grande giornalista.
Nel 2012 viene realizzato il cortometraggio La ricotta e il caffe', prodotto da Corrado Azzollini per la Draka production, con la regia di Sebastiano Rizzo, tra gli attori Luca Ward e Barbara Tabita.
Il 5 gennaio 2014, in prima visione su Rai 3, è andato in onda il film-documentario I ragazzi di Pippo Fava. Inizialmente esso doveva andare in onda in seconda serata ma la sua programmazione è stata anticipata, a seguito dei risultati di una petizione indetta dagli autori del progetto WikiMafia.
Sempre nel 2014 Edizioni Bietti ha pubblicato A che serve essere vivi, il primo dei tre volumi della raccolta dei testi teatrali di Giuseppe Fava, opera a cura dello scrittore Massimiliano Scuriatti.
Il 23 maggio 2018, in occasione della giornata della legalità, va in onda su Rai Uno la fiction Prima che la notte, dedicata a Giuseppe Fava.
A maggio 2020 per la collana a fumetti "Chiedi chi erano gli eroi" esce il terzo volume dedicato a Giuseppe Fava intitolato: "Pippo Fava - Lo spirito di un giornale".